# وکالت مالکان شخصی مشاع
وکالت شخصی مالکان مشاع نظریه‌ای در فقه سیاسی شیعه در مورد نظام سیاسی مشروع در دوران غیبت امام معصوم است که توسط مهدی حائری یزدی بیان شده‌است. در این نظریه با واگذاری کامل حق حاکمیت به مردم، حکومت انتخابی با توجه به مالکیت و حاکمیت طبیعی انسان‌های هر جامعه بر اموال شخصی خود توجیه می‌شود.
در این نظریه وزن نظری خاصی به شهر و سرزمین و به طور کلی مکان و جغرافیا در اندیشه سیاسی داده شده است و مبنای استدلال از مکان و محیط جغرافیائی آغاز می‌شود. از نظر حائری «تعلق و وابستگی افراد انسان‌ها به سرزمینی که برای زیست طبیعی خود برگزیده‌اند، یک تعلق مالکانه طبیعی است و غیرقابل وضع و رفع قانونی است. … و هر انسانی تنها به خاطر اعمال حق مالکیت و حاکمیت بر اموال شخصی مشاع خود و حفظ سرزمین زیست طبیعی با رهنمود عقل عملی به گزینش و استخدام یک نماینده با یک هیئت نمایندگی می‌اندیشد».
از مهمترین نتایج این نوع از حکومت برابری سیاسی و حقوقی همه افراد جامعه، نفی هر گونه حق ویژه برای مردان، شیعیان، مسلمانان و فقها در حوزه عمومی، اصل پاسخ‌گویی دولت‌مندان و قانون‌گرایی است.

## وکالت
این نظریه عزل حاکمان از سوی مردم را نیز می‌پذیرد، چرا که وکالت عقدی جایز است و موکل در هر زمان می‌تواند وکیل خود را عزل کند (مگر آن‌که عدم عزل او را شرط کرده باشد). همچنین وکالت به‌طور کلی در جمیع عقود ممکن است.
این نوع وکالت شبیه به وضعیتی‌ست که ورثه متوفی اموالی را به طور مشاع از طریق وراثت صاحب شده‌اند و به دلیل ناآشنایی با قوانین حقوقی جاری، حقوق‌دانی را به عنوان وکیل برمی‌گزیدند تا از حقوق مالکیت مشترک آن‌ها دفاع کند. بنابراین حکومت صرفاً یک نمایندگی و وکالت از سوی مالکان حقیقی یعنی مردم جامعه است و حاکمیت اکثریت بر اقلیت نیز راهکاری جایگزین در هنگام عدم اجماع و توافق کل آراء است.
البته اندیشه وکیل دانستن نمایندگان مجلس در اروپا به ویژه پیش از انقلاب فرانسه و در ایران هم در دوران مشروطه رایج بود. از جمله نظریه جان لیل بورن است که معتقد است «افراد نماینده باید بر اساس وکالت رأی دهندگانشان عمل کنند و نباید در هیچ حالی بر خلاف وکالتشان رأی بدهند.» اما حائری در نظریه خود وکالت را به تمام ارکان حکومت گسترش می‌دهد.
البته وکالی دانستن حکومت اشکالات و انتقادهای مهمی را نیز از سوی مخالفان این نظریه برانگیخته است.

## مالکیت
درون مایه این آموزه توجیه حق اعمال قدرت سیاسی براساس حق مالکیت طبیعی است. چون «انتخاب مکان زندگی از هر جهت طبیعی بوده و از سوی دیگر مسبوق به انتخاب شخص دیگر نبوده است مکان انتخاب شده مزبور تعلق و اختصاص طبیعی به وی پیدا خواهد کرد.»
بر مبنای این نظریه مالکیت انسان‌ها نسبت به محیط زیست مشترک خود غیر قراردادی و مشابه مالکیت خصوصی مشاع است. در نتیجه حکومت یک سرزمین بایستی متشکل از نمایندگان (وکلا) مردم آن جامعه باشد و با نظر به خواسته‌های موکلین خود در بهزیستی آن بکوشد.
این امر بر پایه قاعده فقهی «هرکس به مکانی سبقت در تصرف جوید، او به آن مکان اولویت در اختصاص خواهد داشت» استوار است. این نوع از مالکیت در حقوق خصوصی تحت عنوان حیازت مباحات و احیای اراضی موات بیان می‌شود و با آباد کردن زمین بدون صاحب صورت می‌پذیرد. و در روایت: «هرکس زمین مرده‌ای را زنده کرد، از آن او شده است» نیز بیان شده‌است.
البته با توجه به اینکه انسان ناگزیر از انتخاب محیط مشترک زیست با دیگر همنوعان خود می‌باشد. تعلق مالکانه این فضا به شخص و خانواده خصوصی و طبیعی است، اما به صورت مشترک و مشاع است.
اشاعه در این معنا سرایت و نفوذ مالکیت‌های شخصی در یکدیگر است و با مالکیت جمعی که یک پدیده وضعی و قانونی است تفاوت دارد.
به این ترتیب حائری بین این نوع مالکیت و مالکیت وضعی و قانونی که منشأ قراردادی دارد تفاوت می‌گذارد.
مبنای ملی و سرزمینی این نظریه، آن را به آموزه‌های ناسیونالیستی نزدیک می‌کند، تعدد حکومت‌ها در کشورهای اسلامی پذیرفته شده و قبول مرزهای سیاسی بر اساس قاعده تسلیط قاعده‌ای اولی محسوب می‌شود.

## جدایی دین و سیاست
جدایی دین از سیاست از نتایج طبیعی این نظریه است. حائری حکومت را فاقد هر گونه حقیقت شرعیه و امری کاملاً عرفی می‌داند و معتقد است «احکام شرعی هیچگونه دلالتی بر ضرورت شرعی تشکیل یک حکومت و نظام اجرایی ندارد و حکومت اسلامی سخنی آشفته و ناسنجیده است.».

## مبنای مشروعیت
حائری برای تعین حکومت مشروع، نظریه الهی مشروعیت را رد کرده و نظریهٔ نمایندگی را که در ارتباط با مکتب قرارداد اجتماعی به ویژه تفسیر روسویی است، جایگزین می‌کند.
او معتقد است اینکه خداوند شخص خاصی را برای فرمانروایی سیاسی برگزیند مبتنی بر این فرض است که تشریع در اجرائیات امکان‌پذیر باشد، در حالی که امتثال و اجرای احکام شرعی عقلی است و شرع نمی‌تواند در اجرائیات احکام خود نقشی ایفا کند یا احکام و تکالیفی را وضع و تشریع کند. به این ترتیب نصب حاکم از سوی خداوند در مقام ثبوت مخدوش است. همچنین در مقام اثبات نیز «برای پذیرش چنین ادعایی نسبت به فرمانروایی سیاسی نیازمند سند و مدرک هستیم و چنین سند و مدرکی ظاهراً وجود ندارد».
او معتقد است قاعده لطف نیز لزوم انتخاب یک حکومت مسئول از سوی خداوند برای مردم را افاده نمی‌کند؛ «این که پیامبران علاوه بر مقام تعلیم، وظیفهٔ اجرای عدالت و کشورداری را نیز لزوماً عهده‌دار باشند و این وظیفه جزئی از مقام نبوت عامه محسوب گردد، نه از محتوای قاعدهٔ لطف استفاده می‌شود و نه از مدلول مطابق، تضمنی یا التزامی دلایل دیگر نبوت». به این ترتیب از نظر او عهده‌داری امور سیاسی و کشورداری توسط محمد و علی (و پیامبران و اولیاء دیگر الهی) نه به اعتبار شأن نبوت و امامت، بلکه ناشی از بیعت و انتخاب آنان از سوی مردم بوده‌است.